# Reneszánsz zeneszerzők listája

## Időskála
Az alábbi időskálán a reneszánsz zene legnagyobb zeneszerzői találhatóak:

## Betűrendes lista
A legismertebb reneszánsz zeneszerzők voltak:
- Martin Agricola (1466 – 1506)
- Filippo Azzaiolo (16. század)
- Bakfark Bálint (1507-1576)
- Jacoues Barbireau (1408 – 1491)
- Gilles Binchois (1400 k. – 1460)
- Antoine Brumel (1475 k. – 1520 k.)
- Antoine Busnois († 1492)
- William Byrd (1543 – 1623)
- Thomas Campion (1567 – 1620)
- Emilio de Cavalieri (1550 – 1602)
- John Cooper (1570 k. – 1626)
- Josquin des Prez (1440 k. – 1521)
- Sigismondo d’India (1582 – 1629)
- John Dowland (1563 – 1626)
- Guillaume Dufay (1400 k. – 1474)
- Costanzo Festa (1495 k. – 1545)
- Miguel de Fuenllana (1500 k. – 1579)
- Andrea Gabrieli (1510 k. – 1586)
- Giovanni Gabrieli (1557 – 1612)
- Vincenzo Galilei (1520 – 1591)
- Carlo Gesualdo (1561 k. – 1613)
- Orlando Gibbons (1583 – 1625)
- Claude Goudimel (1510 k. – 1572)
- Nicolas Gombert (1490 k. – 1560 k.)
- Tobias Hume (1569 k. – 1645)
- Heinrich Isaac (1450 k. – 1517)
- Clément Janequin (1485 – 1558)
- Orlande de Lassus (1532 k. – 1594)
- Vicente Lusitano (16. század)
- Luzzasco Luzzaschi (1545 k. – 1607)
- Luca Marenzio (1554 – 1599)
- Claudio Monteverdi (1567 – 1643)
- Thomas Morley (1557 – 1603)
- Alonso Mudarra (1510 k. – 1580)
- Hans Newsidler (1508-1509 – 1563)
- Clemens Non Papa (1512 k. – 1555/6)
- Jacob Obrecht (1450 k. – 1505)
- Johannes Ockeghem (1410 k. – 1497)
- Giovanni Pierluigi da Palestrina (1525 k. – 1594)
- Michael Praetorius (1571/1572 – 1621)
- Josquin des Prez (1450 – 1521)
- Cipriano de Rore (1516 – 1565)
- Vincenzo Ruffo (1510 k. – 1587)
- Thomas Tallis (1505 k. – 1585)
- John Taverner (1490 k. – 1545)
- Thomas Tomkins (1573 – 1656)
- Philippe Verdelot (1475 k. – 1550 k.)
- Tomás Luis de Victoria (1548 – 1611)
- Thomas Weelkes (1570/80 – 1623
- John Wilby (1574 – 1638)
- Adrian Willaert (1480 k. – 1562)
- Oswald von Wolkenstein (1377 – 1445)
- Giuseppe Zarlino (1517 – 1590)